# Spec O'Donnell
Pour les articles homonymes, voir O'Donnell.
Spec O'Donnell est un acteur américain né le 9 avril 1911 à Fresno en Californie, mort le 14 octobre 1986 à Woodland Hills (Californie).

## Biographie
À partir de 1924, il est engagé par les tout jeunes Disney Brothers Studios pour jouer dans la série Alice Comedies.

## Filmographie
- 1923 : Barefoot Boy (en)
- 1923 : The Country Kid : Joe Applegate
- 1923 : Sourire d'enfant (The Darling of New York) de King Baggot : Willie
- 1924 : Alice's Day at Sea
- 1924 : Alice's Wild West Show
- 1924 : Alice's Spooky Adventure
- 1924 : The Racing Kid
- 1924 : Trailing Trouble
- 1924 : Delivering the Goods
- 1924 : Alice's Fishy Story
- 1924 : Alice and the Dog Catcher
- 1924 : Alice the Peacemaker
- 1924 : The Foolish Virgin : Little Boy
- 1924 : Alice Gets in Dutch
- 1924 : Speed Boys
- 1924 : Don't Fall
- 1925 : Tomorrow's Love
- 1925 : Le Cargo infernal (The Devil's Cargo) de Victor Fleming : Jimmy
- 1925 : The Dressmaker from Paris : Jim
- 1925 : The Price of Success : Jimmy Moran
- 1925 : La petite Annie (Little Annie Rooney) de William Beaudine : Abie Levy
- 1925 : Webs of Steel
- 1926 : Dizzy Daddies : Office boy
- 1926 : Les Moineaux (Sparrows) : Ambrose Grimes
- 1926 : Don Key (Son of Burro) : Office boy
- 1926 : Docteur Frakass (Hard Boiled) de John G. Blystone : Eddie Blix
- 1926 : Private Izzy Murphy : The Monohan Kid
- 1926 : Vaincre ou mourir (Old Ironsides) : Cabin Boy
- 1927 : Why Girls Say No : Maxie
- 1927 : Casey at the Bat : Spec
- 1927 : L'As des PTT (en) (Special Delivery) : Office Boy
- 1927 : Jewish Prudence
- 1927 : Don't Tell Everything : Asher Ginsberg alias The Maid
- 1927 : We're All Gamblers : Spec
- 1927 : Le Chant du coucou (Call of the Cuckoo) : Love's Greatest Mistake
- 1927 : Should Second Husbands Come First?
- 1927 : Fighting Fathers
- 1928 : Pass the Gravy : Ignatz
- 1928 : Dumb Daddies
- 1928 : Came the Dawn
- 1928 : Blow by Blow
- 1928 : Vamping Venus : Western Union Boy / Mercury
- 1928 : Hot News de Clarence G. Badger : Spec
- 1928 : Danger Street : Sammy
- 1928 : Do Gentlemen Snore?
- 1929 : A Pair of Tights : Kid
- 1929 : Movie Night : Mrs. Chase's Brother
- 1929 : L'étudiant : Nephew
- 1929 : In the Headlines : Johnny
- 1930 : The Grand Parade : Call Boy
- 1930 : Cash and Marry
- 1930 : Show Girl in Hollywood : Office Boy
- 1930 : Rich Uncles
- 1930 : Two Plus Fours : Spec
- 1930 : A Fall to Arms
- 1930 : Big Money : Elevator Boy
- 1930 : Traffic Tangle
- 1930 : Hold the Baby
- 1931 : A Poor Fish
- 1931 : Blood and Thunder : Rudy
- 1931 : In Conference d'Edward F. Cline
- 1931 : Blondes Prefer Bonds
- 1931 : The Mystery Train : Caddy
- 1931 : Who's Who in the Zoo
- 1931 : One More Chance
- 1932 : Amour défendu (Forbidden) : Spec (Office Boy)
- 1932 : The Knockout : Ringside Spectator
- 1932 : Billboard Girl : Student
- 1932 : Jeune Amérique (Young America) : Bull Butler
- 1932 : Hello Trouble (en) : Cowhand Joey
- 1932 : Exposure de Norman Houston : Inky
- 1932 : The Big Broadcast de Frank Tuttle : Office Boy
- 1932 : The Red-Haired Alibi (en) de Christy Cabanne : Tommy
- 1932 : The Death Kiss : Pete, Assistant Go-fer
- 1932 : Secrets of Wu Sin : Copy Boy
- 1932 : Hypnotized
- 1933 : The Constant Woman : Messenger
- 1933 : So This Is Africa : Johnny, Office Boy
- 1933 : Lilly Turner : Delivery Boy
- 1933 : Baby Face : garçon de bureau
- 1933 : His Weak Moment
- 1933 : Fits in a Fiddle
- 1933 : Frozen Assets
- 1933 : Parole Girl d'Edward F. Cline
- 1933 : Girl Without a Room : Post Office Boy
- 1933 : Hold Your Temper
- 1934 : An Old Gypsy Custom
- 1934 : David Harum : Tim, the Office Boy
- 1934 : Harold Teen (en) de  Murray Roth : Jones, the Stutterer
- 1934 : The Hell Cat : Copy Boy
- 1934 : Friends of Mr. Sweeney : Office Boy
- 1934 : One Night of Love : Call Boy
- 1934 : La Course de Broadway Bill (Broadway Bill)
- 1935 : La Bonne Fée (The Good Fairy) : Youth in Movie Theater
- 1935 : Circumstantial Evidence : Sydney
- 1935 : Princess O'Hara : Newsboy
- 1935 : Party Wire : Attendant
- 1935 : Stars Over Broadway : Boy Hanging Sign in "At Your Service, Madame" Number
- 1935 : Miss Pacific Fleet : Messenger
- 1936 : Freshman Love (en) de William C. McGann : Eddie
- 1936 : Man Hunt : George, Gas Station Attendant
- 1936 : The Return of Jimmy Valentine : Messenger
- 1936 : Le Mort qui marche (The Walking Dead) : Copy Boy
- 1936 : The Golden Arrow : Second Bellboy
- 1936 : Tonnerre sur la cité ardente (San Francisco) : Man Praying
- 1936 : Earthworm Tractors de Ray Enright : Telegram Boy
- 1936 : Old Hutch : Driver of Jalopy
- 1936 : Caïn et Mabel (Cain and Mabel) de Lloyd Bacon : Autograph Hound
- 1936 : Rose Bowl : Undergraduate
- 1936 : King of Hockey : Clapping Fan
- 1936 : College Holiday de Frank Tuttle : Lafayette
- 1937 : God's Country and the Woman de William Keighley : Office Worker
- 1937 : Melody for Two : Page
- 1937 : Angel's Holiday : Newsboy
- 1937 : Public Wedding : Elevator Operator
- 1937 : Exclusive : Telephone Boy
- 1937 : Blonde Trouble (en) de George Archainbaud : Fred's Friend
- 1937 : Confession : Courtroom Spectator
- 1937 : Varsity Show de William Keighley : Student with money box
- 1937 : Life Begins in College : Ugly Student
- 1937 : Love Is on the Air : Pinky
- 1937 : Carnival Queen (en) de Nate Watt : Messenger Boy
- 1937 : Alcatraz Island : Courtroom Spectator
- 1937 : Night Club Scandal de Ralph Murphy : Copy boy
- 1937 : You're Only Young Once : 'Drowsy' (soda clerk)
- 1937 : Hollywood Hotel : Youth in lobby
- 1938 : Here's Flash Casey : Billy (Copy Boy)
- 1938 : Swing Your Lady de Ray Enright : Boy in Overalls
- 1938 : Blondes at Work : First Newsboy
- 1938 : Daredevil Drivers : Bellboy
- 1938 : Hollywood Stadium Mystery (en) de David Howard : Studio Mail Man
- 1938 : Walking Down Broadway de Norman Foster : Messenger
- 1938 : Accidents Will Happen : 'Specs' Carter
- 1938 : The Devil's Party : Kid
- 1938 : Little Miss Thoroughbred : Talisman's Jockey
- 1938 : When Were You Born : Boy with Crenshaw
- 1938 : Les hommes sont si bêtes (Men Are Such Fools) de Busby Berkeley : Elevator Extra
- 1938 : Held for Ransom : Bill Brooks (delivery boy)
- 1938 : Four's a Crowd : Pokadot, an Office Boy
- 1938 : Freshman Year (en) de Frank McDonald : Rogers
- 1938 : Secrets of an Actress : Call Boy
- 1938 : Les Anges aux figures sales (Angels with Dirty Faces) : Inquisitive youth in poolroom
- 1940 : Swing Romance (Second Chorus) : Disappointed fan at stage door
- 1941 : Ridin' on a Rainbow (en) de Lew Landers : Messenger
- 1941 : Back Street : Telegraph Boy
- 1941 : Ride, Kelly, Ride (en) de Norman Foster : Kalinski
- 1941 : Folie douce (Love Crazy) : Anniversary Singer
- 1941 : Dressed to Kill : Elevator Operator
- 1941 : Man at Large : Office Boy Finding Body
- 1941 : Marry the Boss's Daughter de Thornton Freeland : Man at Slot Machine
- 1942 : Always in My Heart de Jo Graham : Ice Cream Vendor
- 1942 : The Male Animal d'Elliott Nugent : Gagged Student
- 1942 : Gallant Lady de William Beaudine : Ben Walker
- 1942 : You Can't Escape Forever : Newsboy
- 1942 : La Clé de verre (The Glass Key) : Usher at campaign headquarters
- 1942 : Le Cargo des innocents de Robert Z. Leonard : Sailor Jason
- 1943 : Wolf in Thief's Clothing
- 1943 : Deux Nigauds dans le foin (It Ain't Hay) : Newsboy
- 1943 : Henry Aldrich Gets Glamour : Bellboy
- 1943 : Toute seule (All by Myself) de Felix E. Feist : Messenger
- 1943 : Gals, Incorporated : Zeke
- 1943 : Liens éternels (Hers to Hold) : William Morley
- 1943 : Symphonie loufoque (Crazy House) de Edward F. Cline : Bellhop
- 1943 : Never a Dull Moment : Newsboy
- 1944 : Étrange Histoire (Once Upon a Time) d'Alexander Hall : Theater usher
- 1944 : Arsenic et Vieilles Dentelles (Arsenic and Old Lace) : Young Man in Line
- 1945 : Honeymoon Ahead : Boy with umbrella
- 1945 : Guest Wife : Messenger
- 1946 : Le Laitier de Brooklyn (The Kid from Brooklyn) Norman Z. McLeod : Arena call boy
- 1946 : Murder in the Music Hall : Usher
- 1946 : Voulez-vous m'aimer ? (Do You Love Me) : Singing Western Union Boy
- 1946 : Deadline for Murder : Elevator Operator
- 1946 : So You Want to Keep Your Hair : Man Getting Lemon Pie Shampoo
- 1946 : Cross My Heart : Pedestrian
- 1947 : The Shocking Miss Pilgrim
- 1947 : Calendar Girl : Tough
- 1949 : The Story of Seabiscuit : Freckled Dice Game Participant
- 1950 : The Admiral Was a Lady : Fight Fan / Bettor
- 1951 : Hollywood Story (en) de William Castle : Bit part
- 1952 : Qui donc a vu ma belle ? (Has Anybody Seen My Gal?) : Candy Seller
- 1978 : Le Convoi (Convoy) de Sam Peckinpah : 18 Wheel Eddie